# 金秀俊
金秀俊（きむ すじゅん、김수준、1979年1月24日 - ）は、日本棋院東京本院所属の囲碁棋士。大韓民国出身、趙治勲名誉名人門下、九段。新人王戦優勝など。力強く戦っていく棋風。

## 経歴
横浜市に生まれ、父の仕事のために韓国と日本に交互に住む。8歳頃に父から碁を教えられ、中学1年の時に韓国で趙祥衍の元で1年間学び、翌1992年金光植とともに来日して趙治勲の内弟子となり、日本棋院院生になる。1996年入段。
1997年に棋聖戦二段戦に優勝、選抜トーナメント戦にも優勝して、最高棋士決定戦に出場、1回戦で林海峰に敗退。1999年棋聖戦四段戦に優勝し選抜トーナメント戦で準優勝、五段。2000年六段。2001年にNEC杯俊英戦と新鋭トーナメント戦で準優勝。2002年七段。新鋭トーナメントは2002年・2003年と3期連続準優勝。
2004年、第30期天元戦準決勝で師の二十五世本因坊治勲を破って挑戦者決定戦に進出、山下敬吾に敗れる。
2005年新人王戦で井山裕太を決勝で2-0で破って優勝。これが初タイトルとなる。
2006年三星火災杯世界オープン戦出場。2007年天元戦本戦ベスト4、八段。2008年竜星戦ベスト4、トヨタ&デンソー杯囲碁世界王座戦出場。2009年天元戦ベスト4。2010年、天元戦挑戦者決定戦で結城聡に敗退。
2011年、第37期名人戦リーグ入り。自身初の三大リーグ入りを果たす。
2018年10月、勝ち星対象棋戦通算200勝にて九段に昇段。

### 主な棋歴
- 新人王戦 優勝 2005年
- NEC俊英囲碁トーナメント戦 準優勝 2001年
- 新鋭トーナメント戦 準優勝 2001年 - 2003年
- JAL新鋭早碁 準優勝 2005年
- 棋聖戦 二段戦優勝 1997年、四段戦優勝 1999年
- JT杯星座囲碁選手権戦 水瓶座優勝 1998年、1999年
- 棋道賞受賞：新人賞（2004年）、勝率第一位賞（2011年、勝率.774）

## 著書
- 「10目得する「やわらかい」攻め方 囲碁観を変える6つの法則」マイナビ、2013年
- 「効率良く地を囲う4つの基本」マイナビ、2015年
- 「切断の成立条件 敵の陣形を破壊する」誠文堂新光社、2015年
- 「勝てる模様の使い方 ～アマの間違えやすい4つのポイント～」マイナビ、2016年